# 和遥キナ
和遥 キナ（かずはる キナ）は、日本の男性イラストレーター。立教大学文学部比較文芸思想コース卒業。妻は小説家・シナリオライターの吉村りりか。
主にアドベンチャーゲームの原画やライトノベルのイラストなどを手掛け、とりわけ黒髪ロングヘアの少女像で知られる。代表作に個人画集の『初恋』をはじめ、竜騎士07のADVゲーム『祝姫』、ライトノベル『近すぎる彼らの、十七歳の遠い関係』など、その他『E☆2』をはじめとする各種雑誌や軸中心派のタペストリーなどにイラストを提供。

## 来歴
西又葵との対談の中で、イラストレーターとしての原点について、周囲に女子がいない男子校で育ったことから制服姿の女子を描き始めたことがきっかけであると語っている。高校生の時に美術部に入部。展示会に出展。イラストレーターを意識し始めた頃に『robot』に出会い、村田蓮爾、鳴子ハナハル、okama、およびよしづきくみちの『魔法遣いに大切なこと』の影響を受ける。
大学でも美術部で活動。短期間所属していた漫画研究会のメンバーに誘われて、大学1年生の時に『ラグナロクオンライン』の同人誌を出版。以降は創作ものに軸足を移し「僕と君と架空世界と」という同人サークル名で活動しており、2010年からは『並行少女世界』シリーズなどを展開している。
コンシューマー系ゲーム会社に3年間勤務した後、フリーランスのイラストレーターとなる。プロとして絵を描き始めたのは2009年から。アゾンインターナショナルから彼の監修になるオリジナルの人形シリーズとして和遥キナ学校制服コレクションが出されている。
妻である吉村りりかとの共作にライトノベル『境界の皇女』がある。和遥キナのペンネームは本人と妻の名前の組み合わせに由来。

## 作品リスト

### 単著
- 『筆使いからわかる！SAIお絵かき上達技法』2012年　秀和システム
- 『和遥キナ画集「初恋」』（通常版・限定版）2015年　廣済堂出版
- 『恋詩 和遥キナ作品集 2016-2017』2017年　廣済堂出版
- 『青春女子高生 毎日JK企画』2018年　KITORA
- 『和遥キナ作品集 和遥高等学校メモリアル ～僕と彼女の三年間～』（通常版・限定版）2019年　廣済堂出版

### ゲーム
- 『あやめの町とお姫様』2013年　MORE（原画・グラフィック監修）
- 『この恋、青春により。』2016年　MORE（キャラクターデザイン・原画）
- 竜騎士07『祝姫』2016年　DMMゲームズ（キャラクターデザイン・原画）

### 小説挿画

#### ライトノベル
- 大橋崇行『ライトノベルは好きですか？　ようこそ！ラノベ研究会』2013年 雷鳥社（表紙・挿絵）
- 米倉あきら『インテリぶる推理少女とハメたいせんせい』2013年 HJ文庫（表紙・挿絵）
- 吉村りりか『境界の皇女』2015年 一迅社（表紙・中扉イラスト）
- 久遠侑『近すぎる彼らの、十七歳の遠い関係』2016年 ファミ通文庫（表紙・挿絵）
- 九曜『廻る学園と、先輩と僕 Simple Life』2018年 ファミ通文庫（表紙・挿絵）
- 蘇之一行『僕と死神の七日間』2018年 電撃文庫（表紙・挿絵）
- 三咲悠司『鬼畜の僕はウサギ先輩に勝てない』2019年 HJ文庫（表紙・挿絵）
- 電波ちゃん∞『グッバイ現実世界〈リアルワールド〉 ハッキングから始まる異世界改変』2021年 HJ文庫（表紙・挿絵）

#### ライト文芸
- 叶田キズ『恋愛解決部!』2018年 文芸社文庫NEO（表紙）
- 『きみに、涙。～スターツ出版文庫 ７つのアンソロジー①～』2019年 スターツ出版文庫（表紙）
- 『ラストは絶対、想定外。～スターツ出版文庫 7つのアンソロジー②～』2019年 スターツ出版文庫（表紙）
- 優衣羽『紅い糸のその先で、』2020年 角川文庫（表紙）
- 青谷真未『恋する弟子の節約術』2020年 二見サラ文庫（表紙）
- 小鳥居ほたる『壊れそうな君の世界を守るために』2022年 スターツ出版文庫（表紙）

#### 一般文芸
- 高橋あこ『恋蛍～10年後もずっと、君を想う～』2019年 スターツ出版（表紙）
- miNato『100日後、きみのいない春が来る。』2021年 KADOKAWA（表紙）

#### 児童書
- 木爾チレン『ぜんぶ、藍色だった。』2021年 小学館ジュニア文庫（表紙・挿絵）

### その他書籍
- べたにゃ『人気美姫絵師に聞いてきた 彼らが巧くなった理由』2012年　秀和システム（表紙・インタビュー掲載）
- ライトノベル作法研究所『キャラクター設計教室　人物が動けばストーリーが動き出す！』2012年　秀和システム（表紙）
- デイビッド・セイン『もしもネイティブが中学英語を教えたら』2014年　アスコム（表紙）
- 長尾昭子、デイビッド・セイン 『もう一度学ぶ日本語』2015年　アスコム（表紙・本文イラスト）
- えんぴつ倶楽部編、サイドランチ編『絵師で彩る世界の名画』2016年　サイドランチ（表紙）
- ウルトラジャンプ2017年8月号別冊小冊子『うるじゃん☆きゅーと』2017年　集英社（表紙）
- イラストノート編集部『イラストノートNo.44』2017年　誠文堂新光社（表紙・インタビュー・特集）
- 森伸之監修、内田静枝編著『ニッポン制服百年史 女学生服がポップカルチャーになった！』2019年　らんぷの本（イラスト（弥生美術館開催『ニッポン制服百年史』の展示の再録））

### その他デザイン
- 舞台めぐり×西武鉄道『ミエナイキズナ』2019年 ソニー・ミュージックコミュニケーションズ、西武鉄道（イラスト）[7]
- オリジナルアニメ『彼女は歌う、だから僕は。』2020年 エイベックス・テクノロジーズ（キャラクターデザイン）[8]

### 個展
- 和遥キナイラスト個展『青い春』2017年
- 和遥キナ個展『青春女子高生』2018年
- 和遥キナ個展『明けない夜はない』2021年